# Papirus 61
Papirus 61 (według numeracji Gregory-Aland), oznaczany symbolem {\displaystyle {\mathfrak {P}}^{61}} – grecki rękopis Nowego Testamentu, spisany w formie kodeksu na papirusie. Paleograficznie datowany jest na VIII wiek. Zawiera fragmenty Listów Pawła.

## Opis
Zachowały się jedynie fragmenty Listów Pawła (Rz 16,23-27; 1 Kor 1,1-2.4-6; 5,1-3.5-6.9-13; Flp 3,5-9.12-16; 1 Tes 1,2-3; Tyt 3,1-5.8-11.14-15; Flm 4-7).

## Tekst
Tekst grecki rękopisu reprezentuje aleksandryjską tradycję tekstualną. Kurt Aland zaklasyfikował go do kategorii II.

## Historia
Rękopis znaleziony został w Palestynie (Nessana). Tekst rękopisu opublikowali L. Casson, oraz E. L. Hettich w 1946 roku. Aland umieścił go na liście rękopisów Nowego Testamentu, w grupie papirusów, dając mu numer 61.
Rękopis datowany jest przez INTF na VIII wiek.
Obecnie przechowywany jest w Morgan Library & Museum (P. Colt 5) w Nowym Jorku.